# Ингуши (повесть)
«Ингуши́» ― историческая повесть осетинкого писателя Дзахо Гатуева об ингушах, их участии в общественно-политических процессах и взаимоотношениях с другими горскими народами в 1917—18 гг. во Владикавказе. Считается первым наиболее значительным произведением автора.
Написана в начале в 1920-х гг. Впервые опубликована в Ленинграде в 1926 году. Дзахо Гатуев, будучи журналистом, для написания своих произведений лично ездил в экспедиции, собирал материал, общаясь с местными жителями, в том числе, Ингушетии. Известно его интервью у Хизира Орцханова.
Основное действие повести происходит во Владикавказе в 1918 году. В повести описываются некоторые стороны жизни и нравов ингушей, их противостояние с казаками и взаимоотношения с другими горскими народами в период Гражданской войны в России. Автор повествует об этом через героев повести и призму событий, происходивших в городе в тот период, к примеру, месть ингушей за обстрел Ингушского полка, оборона ингушей Симоновского дома во Владикавказе и др.